# Gas da argille

Stato della valutazione della distribuzione di giacimenti di shale gas nel mondo al 2011

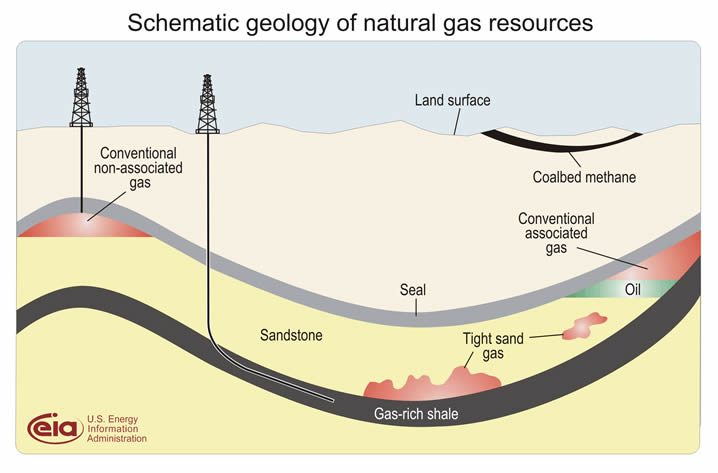
La posizione di un giacimento di gas da argilla rispetto agli altri tipi di giacimenti

Il gas da argille (termine nato come contrazione dell'espressione «gas [ottenuto] da argille», in inglese shale gas; impropriamente definito come gas di scisto o anche gas da scisti bituminosi) è gas metano estratto da giacimenti non convenzionali in argille parzialmente diagenizzate, derivate dalla decomposizione anaerobica di materia organica contenuta in argille durante la diagenesi.
Il termine shale gas viene comunemente usato per indicare il particolare tipo di giacimento non convenzionale da cui viene prodotto questo gas, intrappolato nella microporosità della roccia. L'argilla è scarsamente permeabile, ragion per cui questi giacimenti non possono essere messi in produzione spontanea, come avviene per quelli convenzionali, ma necessitano di trattamenti altamente inquinanti per aumentarne artificialmente la permeabilità in prossimità dei pozzi di produzione.
Si stima che la nazione con la più grande riserva di gas da argille sia la Cinadove tuttavia si riscontrano numerosi problemi legati soprattutto a tematiche ambientali. Il gas da argille ha attirato notevole interesse economico negli ultimi due decenni soprattutto negli Stati Uniti, dove la produzione di shale gas è passata, nel decennio 2000-2010, da 10 a 140 miliardi di metri cubi, circa il 23% del fabbisogno di gas naturale annuale del paese; mentre nel decennio 2010-2020, ha largamente superato il fabbisogno di gas naturale annuale del paese, rendendo gli USA uno stato esportatore di LNG. 
L'aumento della produzione, considerato da alcuni una nuova età dell'oro, ha avvicinato il paese all'indipendenza energetica e fatto crollare temporaneamente i prezzi del metano a livello mondiale, dato che gli USA da importatori di metano passano a essere esportatori.

## Produzione
Giacimenti di questo tipo si trovano solitamente tra i 2000 e i 4000 metri di profondità, pertanto è necessario effettuare dapprima una perforazione verticale per raggiungere lo strato di rocce, e successivamente una perforazione orizzontale (directional drilling) seguita da estensiva fratturazione idraulica, quest'ultima al fine di migliorare la permeabilità e permettere l'estrazione del gas presente nella shale. Con le tecniche messe a punto intorno agli anni 2010, si stima che il recupero di gas da questo tipo di giacimento corrisponda a circa il 30% del totale di gas presente in sito, contro il 70% di recupero nei giacimenti convenzionali. È dunque necessario perforare un numero molto più consistente di pozzi per ottenere una quantità di gas naturale che permetta la continuità produttiva di un campo. 

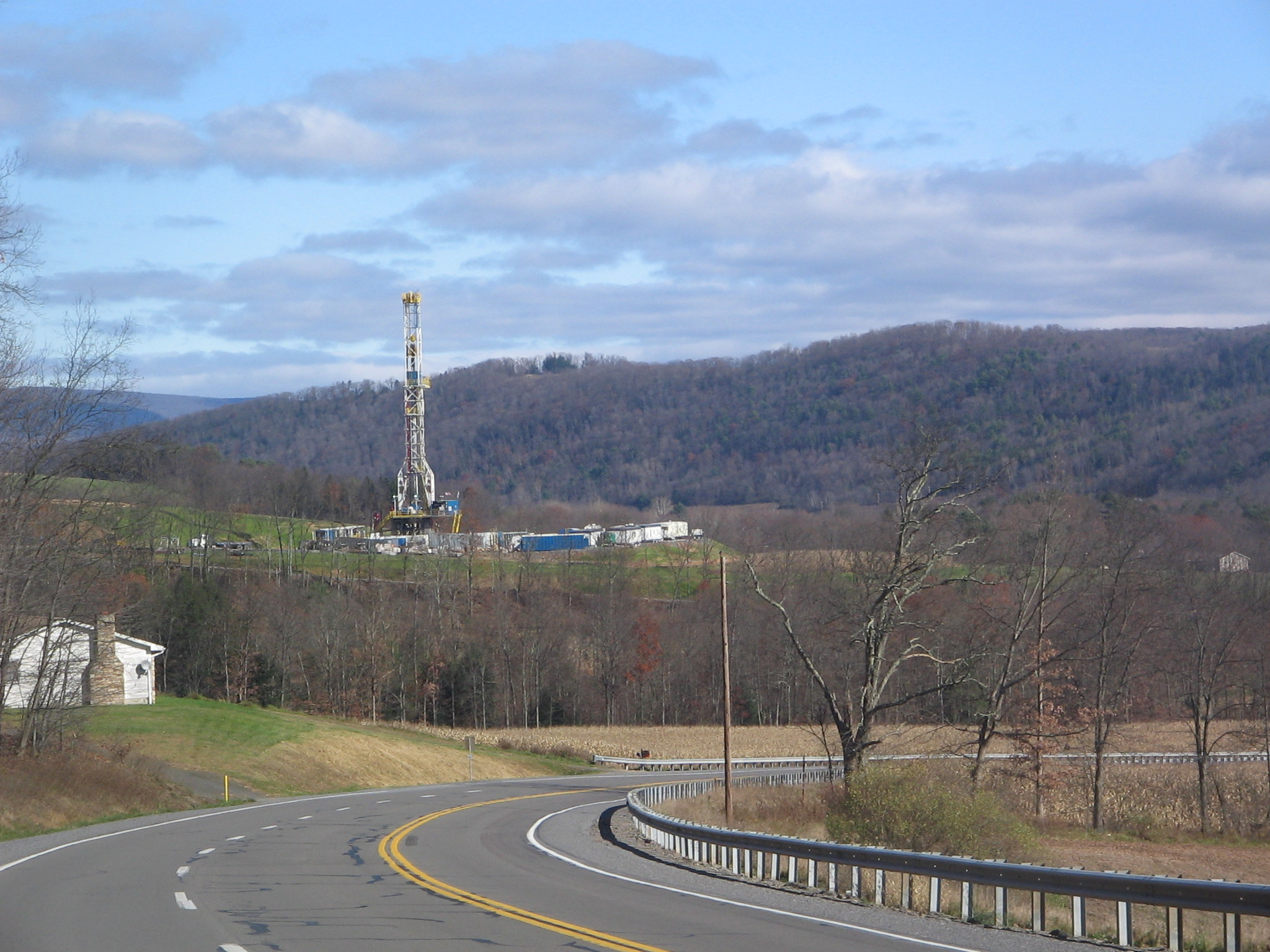
Torre di perforazione in Pennsylvania, impegnata in un'operazione di perforazione orizzontale

### L'estrazione di gas da argille in Europa
In Europa, dopo molti anni di inattività, si era avuto un primo rilancio nel 2009, quando la maggior parte delle estrazioni erano concentrate in Polonia, mentre anche Austria, Francia, Germania, Paesi Bassi, Svezia e Regno Unito dimostravano un crescente interesse. L'entusiasmo dei paesi europei per il gas da argille è andato scemando rapidamente: nel 2012 Francia, Bulgaria, Romania e Repubblica Ceca hanno sospeso lo sfruttamento dei propri giacimenti per motivi di impatto ambientale, facendo pressione per un'interruzione in tutta l'Unione europea, ingenerando così i timori della Polonia, le cui riserve sono le più ingenti dell'intera Unione (stimate in circa duemila miliardi di metri cubi, di cui da 346 a 768 estraibili). La Francia è stata il primo paese al mondo, immediatamente seguita dalla Bulgaria, a proibire in modo permanente l'impiego della tecnica di fratturazione idraulica. La fratturazione è ormai contestata anche dalla Germania, in particolare dal suo ministro dell'ambiente Peter Altmaier. In attesa di ulteriori sviluppi, l'Eni ha tuttavia deciso di continuare la ricerca sullo shale gas in Polonia, progettando una serie di prospezioni nel sottosuolo polacco.

## Ambiente

### Clima
La produzione di gas da argille ha acceso, negli anni del suo sviluppo, un dibattito circa i possibili effetti sul clima mondiale e il riscaldamento globale. Infatti, nelle prime fasi di estrazione si libera in atmosfera una piccola quantità di gas metano, uno dei principali responsabili dell'effetto serra. I vari studi eseguiti, a partire dalla U.S. Environmental Protection Agency non concordano nel confronto tra gli effetti dovuti allo shale gas e quelli derivanti dall'estrazione di altri combustibili fossili, come il carbone. È difficile quantificare con sufficiente precisione l'impatto del gas di scisto sull'effetto serra, in una fase relativamente recente dall'inizio di questo tipo di estrazione, per la quale mancano ancora dati storici a lungo periodo.

### Acqua e aria
L'acqua utilizzata per effettuare la fratturazione idraulica viene addizionata con agenti chimici (per circa lo 0,5%) per ridurre l'attrito, o per eliminare i microrganismi. Le sostanze chimiche reperibili in questa soluzione acquosa sono simili a quelle reperibili negli alimenti e nei cosmetici. La quantità di acqua necessaria in queste operazioni dipende dalle dimensioni dell'area, ma è di solito dell'ordine dei migliaia di metri cubi (tra i 9 e i 29 mila metri cubi di acqua all'anno per ogni singolo pozzo di produzione). Dell'acqua introdotta ne viene recuperata circa il 50-70%, ciò significa che una consistente quantità di acqua addizionata rimane nel sottosuolo, diventando un potenziale inquinante. Va però fatto notare che la fratturazione idraulica avviene a una profondità ben maggiore rispetto a quella del normale livello delle falde acquifere utilizzate dall'uomo, ed eventuali contaminazioni nelle parti superiori del pozzo sono improbabili, in quanto il foro del pozzo viene completamente rivestito con un tubaggio di acciaio tenuto in sede col cemento che lo isola dal terreno delle falde circostanti.

### Paesaggio
Data la necessità di effettuare numerose perforazioni per produrre quantità economiche di gas da argille, il paesaggio per tutta la permanenza delle torri di perforazione (che può variare dalle settimane ad alcuni mesi), viene caratterizzato dalla presenza dei tipici impianti di perforazione con alte torri metalliche.

### Rischio sismico
L'operazione di fratturazione idraulica effettuata durante la fase di completamento di un pozzo per gas di argille, prima di poterlo mettere in produzione, è stata indicata quale causa di incremento del rischio sismico anche in aree tradizionalmente non interessate. La possibilità e l'entità di tale incremento risulta però alquanto controversa.